# Бениньи, Роберто
Робе́рто Реми́джио Бени́ньи (итал. Roberto Remigio Benigni; род. 27 октября 1952, Кастильон-Фьорентино, Ареццо, Тоскана) — итальянский актёр, режиссёр, сценарист и продюсер, лауреат премий «Оскар» и BAFTA.

## Ранние годы
Роберто Бениньи родился в Кастильон-Фьорентино в семье ткачихи Изолины Папини (1919—2004) и каменщика, плотника и фермера Луиджи Бениньи (1919—2004). У него три старших сестры: Бруна (род. в 1945), Альбертина (род. в 1947) и Анна (род. в 1948). Детство провёл в Ареццо, где жил с родителями и сёстрами в бараке, вся семья спала в одной комнате, без электрического освещения и туалета. Юный Роберто поступил в иезуитскую семинарию во Флоренции, но через два месяца сбежал оттуда, воспользовавшись флорентийским наводнением 1966 года, и поступил в Технический коммерческий институт в Прато. Там он получил квалификацию секретаря, освоив в группе из 36 девушек и двоих парней машинопись и стенографию. В возрасте 16 лет приехал в Милан и начал пробиваться на эстраду, сначала безуспешно обратившись за помощью в звукозаписывающую компанию «Clan Celentano», затем неудачно попытавшись пройти отбор на летний певческий фестиваль «Кантаджиро», и в итоге заплатил миллион лир мошеннику, пообещавшему спродюсировать его дебютный альбом (удалось продать порядка десяти пластинок). В 1972 году дебютировал в спектакле по пьесе Евгения Шварца «Голый король» в театре Метастазио в Прато.

## Карьера

### Работа в кино
Начал сниматься в итальянских комедийных сериалах в 1970-е годы. и вскоре получил признание как наследник традиций великого итальянского комика Тото. За пределами Италии эксцентричная персона Бениньи стала известна после того, как он снялся у Джима Джармуша в арт-хаусных проектах «Вне закона» (1986) и «Ночь на Земле» (1991).
В 1988 году Бениньи поставил комедию «Чертёнок», в которой снялся в качестве актёра, выступив партнёром знаменитого американского комика Уолтера Маттау, и которая имела шумный успех в Италии. В 1989 году снялся в последнем фильме Федерико Феллини «Голос Луны», а в 1991 году его фильм «Джонни Зубочистка» принёс в Италии рекордные кассовые сборы (Бениньи вновь выступил в качестве режиссёра и исполнителя главной роли).
В 1997 году поставленная Бениньи трагикомедия «Жизнь прекрасна» выиграла гран-при в Каннах. Актёр, склонный к экстравагантным выходкам, упал на колени перед вручавшим приз Мартином Скорсезе и поцеловал его руку. Фильм был номинирован на несколько премий «Оскар» и завоевал эту награду в трёх категориях: лучшая мужская роль, лучший фильм на иностранном языке и лучшая оригинальная музыка к фильму.
В 2002 году вышел «Пиноккио», задумывавшийся Бениньи вместе с покойным Федерико Феллини. За актёрскую игру в этом фильме Роберто Бениньи получил «Золотую малину».
В 2003 году Бениньи вновь снимался у Джармуша, в драматической комедии «Кофе и сигареты». Два года спустя Бениньи выступил режиссёром картины «Тигр и снег», где исполнил главную мужскую роль. В 2012 году он сыграл в мелодраме Вуди Аллена «Римские приключения».
В феврале 2020 года на Берлинском кинофестивале состоялась премьера приключенческого фэнтези «Пиноккио» режиссёра Маттео Гарроне, в котором Бениньи исполнил роль Джепетто.

### Театр
Наиболее известным театральным проектом Бениньи является TuttoDante (Весь Данте), начатый в 2012 году: в разных аудиториях, в том числе на телевидении, актёр декламирует песни Божественной комедии Данте. В 2015 году Италия отпраздновала 750-летие своего великого поэта, в связи с чем в мае Бениньи выступил с фрагментом спектакля в зале заседаний Сената.

## Личная жизнь
В 1983 году Роберто Бениньи сблизился с актрисой Николеттой Браски, которая также исполнила роль его жены в фильме «Жизнь прекрасна» и возлюбленной в фильмах «Тигр и снег» и «Вне закона». В 1991 году они тайно поженились в Чезене, в монастыре сестёр-капуцинок. Детей у супругов нет.

## Фильмография

### Актёр
| Год  |     | Русское название                 | Оригинальное название                                                                  | Роль                                        |
| ---- | --- | -------------------------------- | -------------------------------------------------------------------------------------- | ------------------------------------------- |
| 1972 | с   | —                                | Sorelle Materassi                                                                      | молодой человек                             |
| 1976 | с   | —                                | Onda libera                                                                            | Марио Чиони                                 |
| 1977 | ф   | Берлингуэр, я люблю тебя         | Berlinguer ti voglio bene                                                              | Марио Чиони                                 |
| 1979 | ф   | Дикие постели                    | Letti Selvaggi                                                                         | директор                                    |
| 1979 | ф   | Свет женщины                     | Clair de femme                                                                         | бармен                                      |
| 1979 | ф   | Луна                             | La luna                                                                                | драпировщик                                 |
| 1979 | ф   | Дневные кантаты                  | I giorni cantati                                                                       | н/д                                         |
| 1979 | ф   | Прошу убежища                    | Chiedo asilo                                                                           | Роберто                                     |
| 1979 | с   | —                                | Ma che cos'è questo amore                                                              | мыслитель                                   |
| 1980 | ф   | В глазах Папы                    | Il pap’occhio                                                                          | Бениньи                                     |
| 1981 | ф   | Похлёбка                         | Il minestrone                                                                          | маэстро                                     |
| 1982 | тф  | —                                | Morto Troisi, viva Troisi!                                                             | анонимный друг детства / в роли самого себя |
| 1983 | ф   | Ты беспокоишь меня               | Tu mi turbi                                                                            | Бениньо / Роберто / солдат                  |
| 1983 | ф   | —                                | FF.SS. — Cioè: «…che mi hai portato a fare sopra a Posillipo se non mi vuoi più bene?» | шейх                                        |
| 1984 | ф   | Остаётся лишь плакать            | Non ci resta che piangere                                                              | Саверио                                     |
| 1986 | ф   | Вне закона                       | Down by Law                                                                            | Роберто                                     |
| 1986 | кор | Кофе и сигареты                  | Coffee and Cigarettes                                                                  | Роберто                                     |
| 1988 | ф   | Чертёнок                         | Il Piccolo Diavolo                                                                     | Джудитта                                    |
| 1990 | ф   | Голос луны                       | La Voce Della Luna                                                                     | Иво Сальвини                                |
| 1991 | ф   | Ночь на Земле                    | Night on Earth                                                                         | водитель                                    |
| 1991 | ф   | Джонни-Зубочистка                | Johnny Stecchino                                                                       | Данте / Джонни-Зубочистка                   |
| 1993 | ф   | Сын Розовой пантеры              | Son of the Pink Panther                                                                | жандарм Жак Гамбрелли                       |
| 1994 | ф   | Монстр                           | Il mostro                                                                              | Лорис                                       |
| 1997 | ф   | Жизнь прекрасна                  | La vita è bella                                                                        | Гуидо                                       |
| 1999 | ф   | Астерикс и Обеликс против Цезаря | Asterix et Obelix contre Cesar                                                         | Детригнус                                   |
| 2002 | ф   | Пиноккио                         | Pinocchio                                                                              | Пиноккио                                    |
| 2003 | ф   | Кофе и сигареты                  | Coffee and Cigarettes                                                                  | Роберто                                     |
| 2005 | ф   | Тигр и снег                      | La tigre e la neve                                                                     | Аттилио де Джиованни                        |
| 2010 | ф   | —                                | La commedia di Amos Poe                                                                | н/д                                         |
| 2012 | ф   | Римские приключения              | To Rome with Love                                                                      | Леопольдо                                   |
| 2019 | ф   | Пиноккио                         | Pinocchio                                                                              | Джеппетто                                   |
| 2026 | ф   |                                  | The Singing Priest                                                                     |                                             |
|      | ф   |                                  | God Bless You Al Pacino                                                                |                                             |

### Режиссёр
- 1983 — «Ты беспокоишь меня» / Tu mi turbi
- 1984 — «Остаётся лишь плакать» / Non ci resta che piangere
- 1988 — «Чертёнок» / Il Piccolo Diavolo
- 1991 — «Джонни-Зубочистка» / Johnny Stecchino
- 1994 — «Монстр» / Il mostro
- 1997 — «Жизнь прекрасна» / La vita è bella
- 2002 — «Пиноккио» / Pinocchio
- 2005 — «Тигр и снег» / La tigre e la neve

## Награды
Государственные награды Италии:
- Медаль «За вклад в развитие культуры и искусства» (2 апреля 2003)
- Кавалер Большого креста ордена «За заслуги перед Итальянской Республикой» (26 мая 2005)

Премии:
- Премия «BAFTA» за лучшую мужскую роль1998 («Жизнь прекрасна»)
- Премия «Оскар» за лучшую мужскую роль 1999 («Жизнь прекрасна»)
- Почетный Золотой лев 78 Международного Венецианского кинофестиваля 2021 за вклад в кинематограф[8]